# MOI (イタリア)
"MOI"（Marchio di Ospitalità Italiana、イタリアホスピタリティー国際認証マーク）は、ISNART（イタリア国立観光リサーチ研究所）とUNIONCAMERE（イタリア商工会議所連合会）が展開するイタリアン・レストランを対象にした国際認定。

## 概要
世界48ヶ国で認定が行われており、2011年から日本では在日イタリア商工会議所が公式審査機関として展開中。

## 認定店
海外
- アメリカ 92店
- ブラジル 49店
- フランス 42店
- カナダ 39店
- オーストラリア 32店
- スイス 29店

日本
下記の27店が認定。
- アンゴロ（広尾）
- アンティカ・オステリア・デル・ポンテ（東京・丸ビル）
- アルマーニ/リストランテ　銀座 タワー（銀座）
- ブオナ・クチーナ・イタリアーナ ・リストランテ・ピオラ（白金高輪）
- ブルガリ　イル・リストランテ（銀座）
- エリオ・ロカンダ・イタリアーナ（半蔵門）
- イル・テアトロ（目白・フォーシーズンズホテル椿山荘 東京）
- ラ・コメータ（麻布十番）
- ラ・ジョコンダ（三田）
- マリオ・イ・センティエリ（西麻布）
- ミルコローネ（麻布十番）
- オステリア・イル・バッティクオーレ（新宿御苑前）
- ピッツェリア・トニーノ（下高井戸）
- リストランテ・ラ・ビスボッチャ（広尾）
- リストランテ・ノビルデューカ（改装中）
- リストランテ・ステファノ（神楽坂）
- リストランテ 高田馬場文流（高田馬場）
- リストランテ・ ヴォーロ・コズィ（千石）
- ソルレヴァンテ（表参道）
- タヴェルナ・タロス（渋谷）
- トラットリア・イル・フォルネッロ（中野）
- トラットリア・サルダ・レナビアンカ（移転先検討中）
- トラットリア・ヴェルデ・ウーノ（三軒茶屋）

## 参照
- M.O.I認定について | AQI イタリアンレストラン品質認証マーク